# Arachnocephalus rufoniger
Arachnocephalus rufoniger är en insektsart som först beskrevs av Sjöstedt 1909.  Arachnocephalus rufoniger ingår i släktet Arachnocephalus och familjen Mogoplistidae. Inga underarter finns listade i Catalogue of Life.